# Бідноший Данило Пантелійович
Дани́ло Пантелі́йович Бідноши́й (Бідношей; 24 грудня 1924, Великі Дмитровичі — 13 вересня 1989, Київ) — український радянський живописець; член Спілки радянських художників України з 1961 року. Заслужений художник УРСР, лауреат Республіканської премії ЛКСМУ імені Миколи Островського

## Життєпис
Народився 24 грудня 1924 року в селі Великих Дмитровичах (нині Обухівський район Київської області, Україна). Його батько працював в колгоспі, згодом переїхав до Києва та продовжив працю на одному із заводів. Данило приходив до батька на працю, де спостерігав за заводськими художниками, які оформляли наочну агітацію, а згодом і сам став малювати. За порадою заводських художників поступив до Київської художньої школи, де і навчався до початку німецько-радянської війни. Був учнем Георгія Киянченка.
Під час війни служив у Червоній армії у танкових військах, був механіком-водієм танку Т-34, двічі поранений. Нагороджений орденом Вітчизняної війни II ступеня (6 квітня 1985).
Протягом 1947—1953 років навчався в Київському художньому інституті, де його викладачами були, зокрема, Костянтин Єлева, Володимир Костецький, Ілля Штільман, Георгій Меліхов. Дипломна робота — картина «Вихідний день на Дніпрі» (керівники Володимир Костецький та Ілля Штільман).
Мешкав у Києві в будинку на вулиці Холмогорській, № 31, квартира № 6. Помер у Києві 13 вересня 1989 року

## Творчість
Працював у галузі станкового живопису. Створював жанрові полотна, пейзажі. Серед робіт:
- «Випуск сталі» (1951);
- «Шлях до мартену» (1951);
- «Хрещатик відбудовується» (1952);
- «Дорога в колгосп» (1953);
- «Морозний день» (1953);
- «Зима» (1954);
- «Останній сніг» (1957);
- «Берези восени» (1957);
- «Весна» (1960);
- «Стара Кирилівка» (1961, Національний музей Тараса Шевченка);
- «Ранок в Моринцях» (1963);
- «Шумлять верби» (1962–1963);
- «Золоті ворота» (1963);
- «Ленін на полюванні» (1965);
- «Над Дніпром» (1966);
- «Цвітуть яблуні» (1968);
- «Осінь» (1970);
- «Софія Київська» (1975);
- «Нескорений дот» (1977);
- «Києво-Печерська Лавра» (1977);
- «В саду» (1979);
- «Пасхальний натюрморт (1979);
- «Весна на Дніпрі» (1980);
- «Оголена» (1980);
- «Півонії» (1981);
- «Лавра восени» (1982);
- «Західний кордон» (1983);
- «Човни на Дніпрі» (1983);
- «Взимку» (1985);
- «Пейзаж з церквою» (1987).

Створив живописну Шевченкіану: місця перебування Тараса Шевченка в Україні, Казахстані, Санкт-Петербурзі.
Перша його виставка відбулася 1951 рокуго в Кадіївці та присвячувалася шахтарям — «Видача сталі на заводі імені Кірова». У республіканських та всесоюзних виставках брав участь з 1953 року.
Крім вище згаданого музею твори художника зберігаються в Обухівському історико-краєзнавчому музеї, Свидницькому музеї української культури, Меморіальному музеї Тараса Шевченка в Форті-Шевченко, а також приватних колекціях України, Росії, країн Європи, США та Японії.

## Вшанування

Пам'ятна дошка

У рідному селі художника Великих Дмитровичах на сільському будинку культури йому встановлена гранітна меморіальна дошка.